# Kim Il-sung
Kim Il-sung of Kim Ilsŏng (Hangul: 김일성, Hanja: 金日成) (Mangyongdae (nu Pyongyang), 15 april 1912 – Hyangsan-chalet, P'yŏngan-pukto, 8 juli 1994), geboren als Kim Song-ju, was een Koreaans communistisch politicus, militair en schrijver die de Democratische Volksrepubliek Korea heeft geleid vanaf de stichting in 1948 tot zijn dood in 1994. Hij hield het ambt van premier van 1948 tot 1972 en het ambt van president van 1972 tot zijn dood. Daarna kreeg hij de titel Eeuwig President van de Republiek en bleef dus staatshoofd. Hij was ook voorzitter en secretaris-generaal van de Koreaanse Arbeiderspartij.
Tijdens zijn ambtstermijn als leider van Noord-Korea, regeerde hij de natie met autocratische macht en schiep een alles doordringende persoonsverheerlijking. Vanaf midden jaren 60 promootte hij zijn zelf ontwikkelde variant op een communistische nationale organisatie, Juche. Samen met de Zuid-Koreaanse leider, Park Chung-hee, werd Kim Il-sung genoemd in de top 100 Aziaten van de Eeuw door Time magazine (1999). In de Library of Congress Country Study van 2009 over Noord-Korea, wordt hij beschreven als "een van de meest intrigerende figuren van de twintigste eeuw". Hij overleefde Jozef Stalin met vier decennia, Mao Zedong met twee en bleef aan de macht tijdens de ambtstermijnen van zes Zuid-Koreaanse presidenten, negen Amerikaanse presidenten en eenentwintig Japanse ministers-presidenten.
Na zijn dood in 1994 werd hij opgevolgd door zijn zoon Kim Jong-il. Noord-Korea verwijst officieel naar Kim Il-sung als de "Grote Leider" (Suryong in het Koreaans 수령) en hij wordt aangeduid in de grondwet als de Eeuwige President van het land. Zijn verjaardag is een officiële feestdag in Noord-Korea.

## Jonge leven

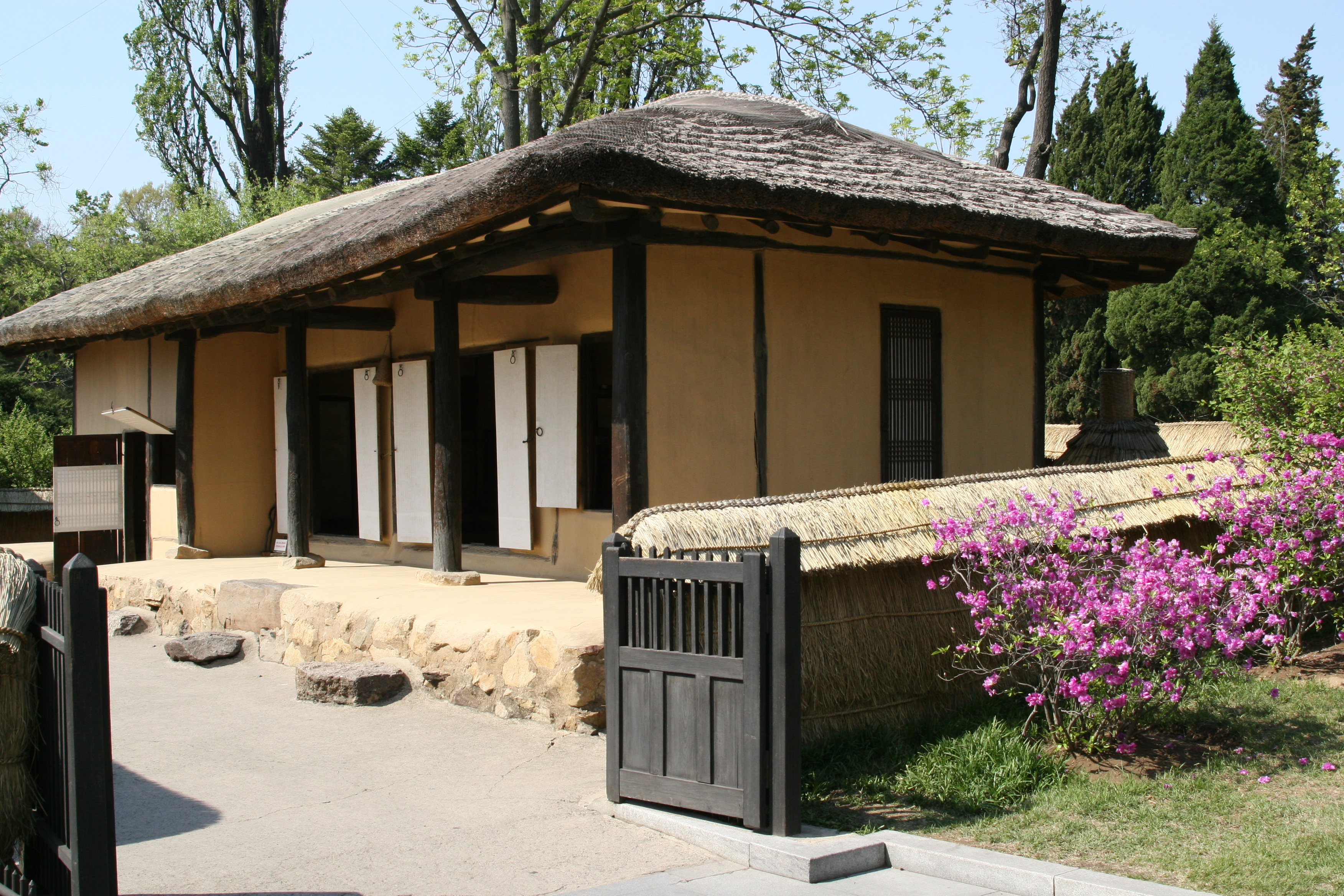
De geboorteplaats van Kim Il-sung in Mangyondae

Hij werd geboren op 15 april 1912. Zijn ouders, Kim Hyǒng-jik en Kang Pan-sǒk, kregen na hem nog twee andere zoons. Al redelijk snel verhuisde het gezin van Pyongyang naar Mantsjoerije, in Noord-China waar een grote Koreaanse kolonie gevestigd was. Zijn vader overleed in 1926 en zijn moeder in 1932. In 1929 werd Kim van school gestuurd vanwege illegale activiteiten. Kim werd lid van een communistische jeugdgroep. Nadat Mantsjoerije een 'onafhankelijke' staat werd onder de naam Mantsjoekwo onder Japanse 'protectie' (1931), sloot Kim zich aan bij de communistische guerrillabeweging en in de jaren '30 streed hij, in een groep met meer Koreanen, met enig succes tegen de Japanners. In deze periode veranderde hij zijn naam naar Il-sung. Door Japanse tegensuccessen werd de situatie in Mantsjoekwo onhoudbaar en Kim moest uitwijken naar de Sovjet-Unie waar hij van 1938 tot 1945 verbleef.
In de Sovjet-Unie ontmoette en trouwde hij zijn eerste vrouw, Kim Jong-suk. Zij was op 24 december 1919 geboren en daarmee zeven jaar jonger dan Kim. Ook zij trok met haar moeder van Korea naar Mantsjoerije op zoek naar haar vader, maar daar aangekomen bleek hij reeds overleden. Op haar 16e sloot ze zich aan bij de guerrillas. De twee trouwden in de Sovjet-Unie en op 16 februari 1942 kregen ze een zoon, Kim Jong-il. Een tweede zoon volgde in 1944, maar hij verdronk in 1947. Er was ook nog een derde kind, een dochter, maar van haar is weinig bekend. Kim Jong-suk overleed op 22 september 1949 in Pyongyang.

## Premier en partijleider
Op 26 augustus 1945 verklaarden de Sovjets dat Korea was bevrijd en het lot in handen lag van de Koreanen. Na de Japanse capitulatie keerde Kim in september 1945 naar Korea terug. Korea werd verdeeld in twee bezettingszones: een noordelijke Sovjet-zone en een zuidelijke Amerikaanse. Het was de bedoeling dat deze zones na het vertrek van de Sovjets en Amerikanen verenigd zouden worden, maar dat liep anders. De Sovjet-Unie introduceerde in het noorden een communistische economie en de Amerikanen in het zuiden een kapitalistische.
Het bestuur was in handen van het Russische leger en er was een bescheiden bezettingsmacht die op 24 december 1948 het land had verlaten. De Sovjet-Unie was pas laat betrokken in de oorlog tegen Japan en van een goede voorbereiding of doordacht plan voor Korea was geen sprake. Net als in de Oost-Europese landen wilden ze wel een communistisch bestuur dat vriendelijk tegenover de Sovjet-Unie stond. Kim was enigszins bekend, hij was communist, had jaren in de Sovjet-Unie gewoond en had een reputatie opgebouwd in zijn strijd tegen de Japanners. Kim was geen nationale held of zelfs maar bekend in Korea, maar door het gebrek aan alternatieven en Sovjet hulp kwam hij op prominente posities. Op 8 februari 1946 werd Kim benoemd tot voorzitter van de North Korean Provisional People's Committee. Onder zijn leiding werd in een zeer korte periode het land herverdeeld onder de boeren, de industrie genationaliseerd en de achturige werkdag geïntroduceerd. In februari 1948 werd, met Sovjet hulp, het Korean People's Army (Koreaans Volksleger) opgericht door Kim Il-sung.
In 1948 werden de Republiek Korea (Zuid-Korea) en een maand later, op 9 september, de Democratische Volksrepubliek Korea. Kim Il-sung werd premier van Noord-Korea en tevens partijleider van de Koreaanse Arbeiderspartij.

## Koreaanse Oorlog
Kim Il-sung was ervan overtuigd dat Zuid-Korea en Noord-Korea moesten worden verenigd tot één communistische staat. Op 25 juni 1950 vielen Noord-Koreaanse troepen Zuid-Korea binnen. Diezelfde dag nog nam de VN-Veiligheidsraad resolutie 82 aan waarin hij de Noord-Koreaanse inval scherp veroordeelde en beloofde Zuid-Korea hulp te bieden. In de Koreaanse Oorlog werd het communistische Noorden gesteund door de Volksrepubliek China en de Sovjet-Unie, twee andere communistische landen.
Aanvankelijk boekten de Noord-Koreaanse troepen enorme successen en werd zelfs de Zuid-Koreaanse hoofdstad Seoel bezet. Echter nadat VN-contingenten in Korea waren geland keerde het tij voor het Noord-Koreaanse leger. In oktober 1950 kwamen Chinese vrijwilligers meevechten aan Noord-Koreaanse zijde. Met hun komst verloor Kim Il-sung zijn rol in de strijd, de Chinese leider Peng Dehuai werd opperbevelhebber. De Chinezen bemoeiden zich niet met de overige politieke zaken van Kim Il-sung. Op 27 juli 1953 werd een wapenstilstand gesloten tussen het noorden en het zuiden en een (door beide zijden) streng bewaakte demarcatiezone ingesteld op de 38e breedtegraad. In 1958 verlieten de laatste Chinese vrijwilligers het land.

## Na de oorlog
Na de oorlog werd de landbouw gecollectiviseerd en werden de nog bestaande particuliere bedrijven genationaliseerd.
Tot de dood van Jozef Stalin in maart 1953 volgde Kim Il-sung duidelijk de Russische lijn van het stalinisme. Na de dood van Stalin en de crisis tussen de Sovjet-Unie en Volksrepubliek China besloot Kim voor geen van beide landen te kiezen en bepleitte hij een 'neutrale' koers: met China én met de Sovjet-Unie werden vriendschapsverdragen gesloten (1961). Desondanks verzuurde de relatie met beide landen, eerst met de Sovjet-Unie in de eerste helft van de jaren 60 en vervolgens met China in de tweede helft. Vanaf 1965 werden feestdagen zoals de bevrijding van Korea door de Sovjets (15 augustus) en de Chinese hulp tijdens de Koreaanse oorlog (25 oktober) niet meer gevierd. Kim Il-sung intensifieerde het contact met andere niet-gebonden landen.
Binnenlands kwam de Juche-ideologie op de voorgrond. Hierbij moet het Noord-Koreaanse volk niet afhankelijk zijn van andere landen, men moet op eigen kracht vertrouwen en zelf de keuzes maken. Dit kan alleen als het volk politiek, economisch en militair niet afhankelijk is van anderen.
In april 1971 maakte Kim een discussie over een hereniging van beide Korea's mogelijk. In augustus stelde de voorzitter van de Zuid-Koreaanse Rode Kruis gesprekken voor en hierop werd positief gereageerd. Er volgden een beperkt aantal conferenties waarbij Noord-Korea de nadruk legde op militaire zaken waaronder de terugtrekking van de Amerikaanse soldaten. De uitkomst moest vooral gunstig uitpakken voor Noord-Korea, maar toen dit onmogelijk bleek verloor Kim Il-sung snel interesse en de gesprekken liepen halverwege de jaren zeventig spaak.

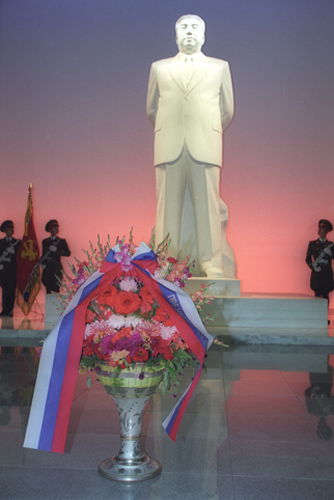
Kim Il-sungs mausoleum

In 1972 werd er een nieuwe grondwet aangenomen, deze verving de eerste grondwet uit 1948. In de nieuwe grondwet werd Juche als hoofdideologie met nadruk genoemd in artikel drie. De rol van de partij werd minder en er kwam de functie van president met ruime bevoegdheden. Kim Il-sung werd de eerste president en daarmee ook staatshoofd en opperbevelhebber van het leger. Hij bleef aan als partijleider. De rol van de Koreaanse Arbeiderspartij werd sterk geaccentueerd. Kim bleef tot zijn dood in 1994 president.

## Persoonsverheerlijking en voorzichtige toenadering tot het Westen
Al direct na het aantreden van Kim als premier en partijleider van Noord-Korea in 1948 werden er standbeelden voor hem opgericht en gedichten geschreven om Kim te vereren als dank voor zijn inspanningen voor land en volk. Na de Koreaanse Oorlog werd Kim 'De Grote Leider'. De persoonsverheerlijking nam in de jaren zeventig bizarre vormen aan. Kim Il-sung werd verheerlijkt alsof hij een god was. Alle successen waren volgens de propagandisten het werk van het Koreaanse volk, maar toch vooral van de 'Grote Leider'. Het door Kim Il-sung ontwikkelde Juche-idee (een filosofie) benadrukte de samenwerking tussen volk en leider. Tevens benadrukte het de speciale kenmerken van het Koreaanse volk.
Communistische leiders, zoals de Roemeense dictator Ceauşescu, raakten na staatsbezoeken aan Noord-Korea geïnspireerd door de cultus rondom Kim en introduceerden soortgelijke persoonlijkheidsverheerlijkingen in eigen land.

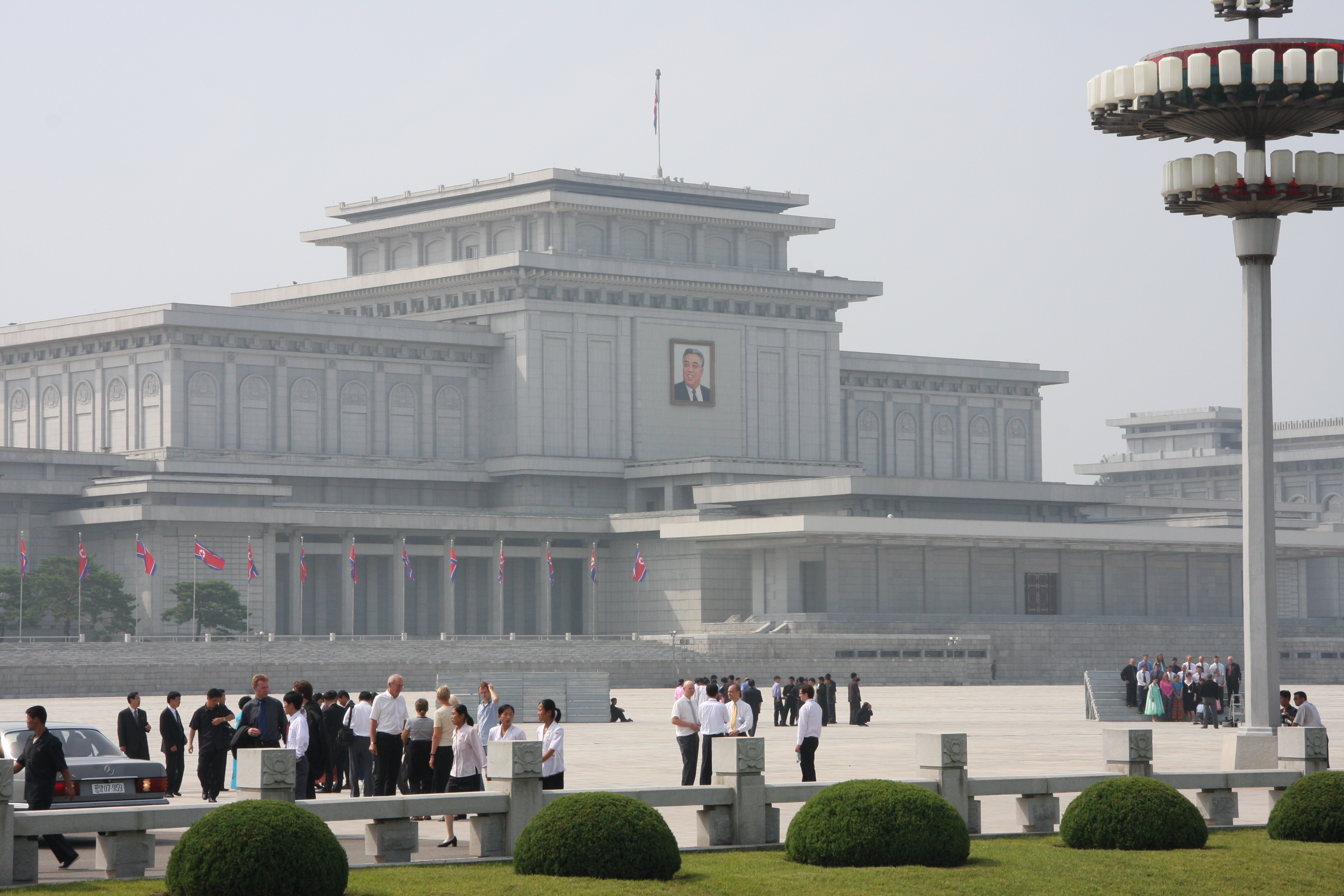
Mausoleum van Kim Il-sung in Pyongyang

Na de val van het communisme in Oost-Europa en in de Sovjet-Unie moest Kim zich noodgedwongen richten op de westerse landen, waaronder de Verenigde Staten. Hoewel economische hulp van het Westen werd geaccepteerd en de gesprekken over hereniging met Zuid-Korea weer op gang kwamen, bleef het stalinistische systeem van Kim overeind.
Kim Il-sung overleed op 8 juli 1994. Zijn zoon Kim Jong-il werd zijn opvolger als partijleider en werd voorzitter van de Defensieraad. Kim Il-sung werd te ruste gelegd in een groot, speciaal voor hem gebouwd, Kumsusan-mausoleum. Nog steeds brengen enorme mensenmassa's een bezoek aan het mausoleum om hem te eren. De regering besloot hem de titel van 'Eeuwig President' toe te kennen. Veelal wordt er nog gezegd dat hij 'de president' is, hoewel die functie is afgeschaft. De titel 'Eeuwig President' heeft een symbolische betekenis.

## Stamboom
|                        |                        |                        |                        |                        |                        |  |  |                      |                      |                      |                      |                      |                      |  |  |                       |                       |                       |                       |                       |                       |                     |                     |                        |                        |                        |                        | Kim Bo-hyon 1871–1955   |                         |                         |                         |                         |                         |                       |                       |                        |                        |                        |                        |                           |                           |                           |                           |                           |                           |                   |                   |                       |                       |                       |                       |                       |                       |
|                        |                        |                        |                        |                        |                        |  |  |                      |                      |                      |                      |                      |                      |  |  |                       |                       |                       |                       |                       |                       |                     |                     |                        |                        |                        |                        |                         |                         |                         |                         |                         |                         |                       |                       |                        |                        |                        |                        |                           |                           |                           |                           |                           |                           |                   |                   |                       |                       |                       |                       |                       |                       |
|                        |                        |                        |                        |                        |                        |  |  |                      |                      |                      |                      |                      |                      |  |  |                       |                       |                       |                       |                       |                       |                     |                     |                        |                        |                        |                        | Kim Hyŏng-jik 1894–1926 | Kim Hyŏng-jik 1894–1926 | Kim Hyŏng-jik 1894–1926 | Kim Hyŏng-jik 1894–1926 | Kim Hyŏng-jik 1894–1926 | Kim Hyŏng-jik 1894–1926 |                       |                       | Kang Pan-sŏk 1892–1932 | Kang Pan-sŏk 1892–1932 | Kang Pan-sŏk 1892–1932 | Kang Pan-sŏk 1892–1932 | Kang Pan-sŏk 1892–1932    | Kang Pan-sŏk 1892–1932    |                           |                           |                           |                           |                   |                   |                       |                       |                       |                       |                       |                       |
|                        |                        |                        |                        |                        |                        |  |  |                      |                      |                      |                      |                      |                      |  |  |                       |                       |                       |                       |                       |                       |                     |                     |                        |                        |                        |                        | Kim Hyŏng-jik 1894–1926 | Kim Hyŏng-jik 1894–1926 | Kim Hyŏng-jik 1894–1926 | Kim Hyŏng-jik 1894–1926 | Kim Hyŏng-jik 1894–1926 | Kim Hyŏng-jik 1894–1926 |                       |                       | Kang Pan-sŏk 1892–1932 | Kang Pan-sŏk 1892–1932 | Kang Pan-sŏk 1892–1932 | Kang Pan-sŏk 1892–1932 | Kang Pan-sŏk 1892–1932    | Kang Pan-sŏk 1892–1932    |                           |                           |                           |                           |                   |                   |                       |                       |                       |                       |                       |                       |
|                        |                        |                        |                        |                        |                        |  |  |                      |                      |                      |                      |                      |                      |  |  |                       |                       |                       |                       |                       |                       |                     |                     |                        |                        |                        |                        |                         |                         |                         |                         |                         |                         |                       |                       |                        |                        |                        |                        |                           |                           |                           |                           |                           |                           |                   |                   |                       |                       |                       |                       |                       |                       |
|                        |                        |                        |                        |                        |                        |  |  |                      |                      |                      |                      |                      |                      |  |  |                       |                       |                       |                       |                       |                       |                     |                     |                        |                        |                        |                        |                         |                         |                         |                         |                         |                         |                       |                       |                        |                        |                        |                        |                           |                           |                           |                           |                           |                           |                   |                   |                       |                       |                       |                       |                       |                       |
|                        |                        |                        |                        |                        |                        |  |  |                      |                      |                      |                      |                      |                      |  |  |                       |                       |                       |                       |                       |                       |                     |                     | Kim Jong-suk 1919–1949 | Kim Jong-suk 1919–1949 | Kim Jong-suk 1919–1949 | Kim Jong-suk 1919–1949 | Kim Jong-suk 1919–1949  | Kim Jong-suk 1919–1949  |                         |                         | Kim Il-sung 1912–1994   | Kim Il-sung 1912–1994   | Kim Il-sung 1912–1994 | Kim Il-sung 1912–1994 | Kim Il-sung 1912–1994  | Kim Il-sung 1912–1994  |                        |                        | Kim Sŏng-ae 1924–2014     | Kim Sŏng-ae 1924–2014     | Kim Sŏng-ae 1924–2014     | Kim Sŏng-ae 1924–2014     | Kim Sŏng-ae 1924–2014     | Kim Sŏng-ae 1924–2014     |                   |                   | Kim Yong-ju 1920–2021 | Kim Yong-ju 1920–2021 | Kim Yong-ju 1920–2021 | Kim Yong-ju 1920–2021 | Kim Yong-ju 1920–2021 | Kim Yong-ju 1920–2021 |
|                        |                        |                        |                        |                        |                        |  |  |                      |                      |                      |                      |                      |                      |  |  |                       |                       |                       |                       |                       |                       |                     |                     | Kim Jong-suk 1919–1949 | Kim Jong-suk 1919–1949 | Kim Jong-suk 1919–1949 | Kim Jong-suk 1919–1949 | Kim Jong-suk 1919–1949  | Kim Jong-suk 1919–1949  |                         |                         | Kim Il-sung 1912–1994   | Kim Il-sung 1912–1994   | Kim Il-sung 1912–1994 | Kim Il-sung 1912–1994 | Kim Il-sung 1912–1994  | Kim Il-sung 1912–1994  |                        |                        | Kim Sŏng-ae 1924–2014     | Kim Sŏng-ae 1924–2014     | Kim Sŏng-ae 1924–2014     | Kim Sŏng-ae 1924–2014     | Kim Sŏng-ae 1924–2014     | Kim Sŏng-ae 1924–2014     |                   |                   | Kim Yong-ju 1920–2021 | Kim Yong-ju 1920–2021 | Kim Yong-ju 1920–2021 | Kim Yong-ju 1920–2021 | Kim Yong-ju 1920–2021 | Kim Yong-ju 1920–2021 |
|                        |                        |                        |                        |                        |                        |  |  |                      |                      |                      |                      |                      |                      |  |  |                       |                       |                       |                       |                       |                       |                     |                     |                        |                        |                        |                        |                         |                         |                         |                         |                         |                         |                       |                       |                        |                        |                        |                        |                           |                           |                           |                           |                           |                           |                   |                   |                       |                       |                       |                       |                       |                       |
|                        |                        |                        |                        |                        |                        |  |  |                      |                      |                      |                      |                      |                      |  |  |                       |                       |                       |                       |                       |                       |                     |                     |                        |                        |                        |                        |                         |                         |                         |                         |                         |                         |                       |                       |                        |                        |                        |                        |                           |                           |                           |                           |                           |                           |                   |                   |                       |                       |                       |                       |                       |                       |
| Song Hye-rim 1937–2002 | Song Hye-rim 1937–2002 | Song Hye-rim 1937–2002 | Song Hye-rim 1937–2002 | Song Hye-rim 1937–2002 | Song Hye-rim 1937–2002 |  |  | Kim Young-sook 1947– | Kim Young-sook 1947– | Kim Young-sook 1947– | Kim Young-sook 1947– | Kim Young-sook 1947– | Kim Young-sook 1947– |  |  | Kim Jong-il 1941–2011 | Kim Jong-il 1941–2011 | Kim Jong-il 1941–2011 | Kim Jong-il 1941–2011 | Kim Jong-il 1941–2011 | Kim Jong-il 1941–2011 |                     |                     | Ko Yong-hui 1952–2004  | Ko Yong-hui 1952–2004  | Ko Yong-hui 1952–2004  | Ko Yong-hui 1952–2004  | Ko Yong-hui 1952–2004   | Ko Yong-hui 1952–2004   |                         |                         | Kim Kyong-hui 1946–     | Kim Kyong-hui 1946–     | Kim Kyong-hui 1946–   | Kim Kyong-hui 1946–   | Kim Kyong-hui 1946–    | Kim Kyong-hui 1946–    |                        |                        | Jang Song-thaek 1946–2013 | Jang Song-thaek 1946–2013 | Jang Song-thaek 1946–2013 | Jang Song-thaek 1946–2013 | Jang Song-thaek 1946–2013 | Jang Song-thaek 1946–2013 |                   |                   | Kim Pyong-il 1954–    | Kim Pyong-il 1954–    | Kim Pyong-il 1954–    | Kim Pyong-il 1954–    | Kim Pyong-il 1954–    | Kim Pyong-il 1954–    |
| Song Hye-rim 1937–2002 | Song Hye-rim 1937–2002 | Song Hye-rim 1937–2002 | Song Hye-rim 1937–2002 | Song Hye-rim 1937–2002 | Song Hye-rim 1937–2002 |  |  | Kim Young-sook 1947– | Kim Young-sook 1947– | Kim Young-sook 1947– | Kim Young-sook 1947– | Kim Young-sook 1947– | Kim Young-sook 1947– |  |  | Kim Jong-il 1941–2011 | Kim Jong-il 1941–2011 | Kim Jong-il 1941–2011 | Kim Jong-il 1941–2011 | Kim Jong-il 1941–2011 | Kim Jong-il 1941–2011 |                     |                     | Ko Yong-hui 1952–2004  | Ko Yong-hui 1952–2004  | Ko Yong-hui 1952–2004  | Ko Yong-hui 1952–2004  | Ko Yong-hui 1952–2004   | Ko Yong-hui 1952–2004   |                         |                         | Kim Kyong-hui 1946–     | Kim Kyong-hui 1946–     | Kim Kyong-hui 1946–   | Kim Kyong-hui 1946–   | Kim Kyong-hui 1946–    | Kim Kyong-hui 1946–    |                        |                        | Jang Song-thaek 1946–2013 | Jang Song-thaek 1946–2013 | Jang Song-thaek 1946–2013 | Jang Song-thaek 1946–2013 | Jang Song-thaek 1946–2013 | Jang Song-thaek 1946–2013 |                   |                   | Kim Pyong-il 1954–    | Kim Pyong-il 1954–    | Kim Pyong-il 1954–    | Kim Pyong-il 1954–    | Kim Pyong-il 1954–    | Kim Pyong-il 1954–    |
|                        |                        |                        |                        |                        |                        |  |  |                      |                      |                      |                      |                      |                      |  |  |                       |                       |                       |                       |                       |                       |                     |                     |                        |                        |                        |                        |                         |                         |                         |                         |                         |                         |                       |                       |                        |                        |                        |                        |                           |                           |                           |                           |                           |                           |                   |                   |                       |                       |                       |                       |                       |                       |
|                        |                        |                        |                        |                        |                        |  |  |                      |                      |                      |                      |                      |                      |  |  |                       |                       |                       |                       |                       |                       |                     |                     |                        |                        |                        |                        |                         |                         |                         |                         |                         |                         |                       |                       |                        |                        |                        |                        |                           |                           |                           |                           |                           |                           |                   |                   |                       |                       |                       |                       |                       |                       |
| Kim Jong-nam 1971–2017 | Kim Jong-nam 1971–2017 | Kim Jong-nam 1971–2017 | Kim Jong-nam 1971–2017 | Kim Jong-nam 1971–2017 | Kim Jong-nam 1971–2017 |  |  | Kim Sol-song 1974–   | Kim Sol-song 1974–   | Kim Sol-song 1974–   | Kim Sol-song 1974–   | Kim Sol-song 1974–   | Kim Sol-song 1974–   |  |  |                       |                       | Kim Jong-chul 1981–   | Kim Jong-chul 1981–   | Kim Jong-chul 1981–   | Kim Jong-chul 1981–   | Kim Jong-chul 1981– | Kim Jong-chul 1981– |                        |                        | Kim Jong-un 1984–      | Kim Jong-un 1984–      | Kim Jong-un 1984–       | Kim Jong-un 1984–       | Kim Jong-un 1984–       | Kim Jong-un 1984–       |                         |                         | Ri Sol-ju ca. 1986–   | Ri Sol-ju ca. 1986–   | Ri Sol-ju ca. 1986–    | Ri Sol-ju ca. 1986–    | Ri Sol-ju ca. 1986–    | Ri Sol-ju ca. 1986–    |                           |                           | Kim Yo-jong 1987–         | Kim Yo-jong 1987–         | Kim Yo-jong 1987–         | Kim Yo-jong 1987–         | Kim Yo-jong 1987– | Kim Yo-jong 1987– |                       |                       |                       |                       |                       |                       |
| Kim Jong-nam 1971–2017 | Kim Jong-nam 1971–2017 | Kim Jong-nam 1971–2017 | Kim Jong-nam 1971–2017 | Kim Jong-nam 1971–2017 | Kim Jong-nam 1971–2017 |  |  | Kim Sol-song 1974–   | Kim Sol-song 1974–   | Kim Sol-song 1974–   | Kim Sol-song 1974–   | Kim Sol-song 1974–   | Kim Sol-song 1974–   |  |  |                       |                       | Kim Jong-chul 1981–   | Kim Jong-chul 1981–   | Kim Jong-chul 1981–   | Kim Jong-chul 1981–   | Kim Jong-chul 1981– | Kim Jong-chul 1981– |                        |                        | Kim Jong-un 1984–      | Kim Jong-un 1984–      | Kim Jong-un 1984–       | Kim Jong-un 1984–       | Kim Jong-un 1984–       | Kim Jong-un 1984–       |                         |                         | Ri Sol-ju ca. 1986–   | Ri Sol-ju ca. 1986–   | Ri Sol-ju ca. 1986–    | Ri Sol-ju ca. 1986–    | Ri Sol-ju ca. 1986–    | Ri Sol-ju ca. 1986–    |                           |                           | Kim Yo-jong 1987–         | Kim Yo-jong 1987–         | Kim Yo-jong 1987–         | Kim Yo-jong 1987–         | Kim Yo-jong 1987– | Kim Yo-jong 1987– |                       |                       |                       |                       |                       |                       |
|                        |                        |                        |                        |                        |                        |  |  |                      |                      |                      |                      |                      |                      |  |  |                       |                       |                       |                       |                       |                       |                     |                     |                        |                        |                        |                        |                         |                         |                         |                         |                         |                         |                       |                       |                        |                        |                        |                        |                           |                           |                           |                           |                           |                           |                   |                   |                       |                       |                       |                       |                       |                       |
| Kim Han-sol 1995–      | Kim Han-sol 1995–      | Kim Han-sol 1995–      | Kim Han-sol 1995–      | Kim Han-sol 1995–      | Kim Han-sol 1995–      |  |  |                      |                      |                      |                      |                      |                      |  |  |                       |                       |                       |                       |                       |                       |                     |                     |                        |                        |                        |                        |                         |                         | Kim Ju-ae ca. 2012–     | Kim Ju-ae ca. 2012–     | Kim Ju-ae ca. 2012–     | Kim Ju-ae ca. 2012–     | Kim Ju-ae ca. 2012–   | Kim Ju-ae ca. 2012–   |                        |                        |                        |                        |                           |                           |                           |                           |                           |                           |                   |                   |                       |                       |                       |                       |                       |                       |